# Chloe Howman
Chloe Howman (nacida en 1978) es una actriz de televisión británica, conocida por sus papeles en un gran número de series de televisión y telenovelas. Actualmente interpreta a Rita Freeman en el drama médico de la BBC Casualty (2013-presente).

## Carrera
La primera aparición de las hermanas fue en 1986 con su padre, como niñas en su serie Brush Strokes. Después de acudir a laLondon Academy of Music and Dramatic Art, los papeles adultos de Chloe compenzaron en 1997 en la telenovela Family Affairs como Julie-Ann Jones, la hija de Pete Callan. Más tarde apareció como Tara en Hollyoaks: Movin' On y como Helen en las series Life Begins y Making Waves. Ella más tarde apareció en HolbyBlue en un papel principal. 
Howman actualmente aparece en el drama médico de la BBC, Casualty como la enfermera Rita Freeman. Howman hizo su primera aparición el 10 de agosto de 2013. Howman apareció en el drama médico de la BBC Casualty como la enfermera Rita Freeman. Howman hizo su primera aparición el 10 de agosto de 2013 y decidió dejar la serie en 2016, después de casi tres años, sus últimas escenas se emitieron el 16 de julio de 2016.

## Vida personal
Howman se casó con su compañero de mucho tiempo, el también actor Paul Thornley, en 2013. La pareja tuvo dos hijos.
Hija de actor Karl Howman ("Babes in the Wood" (1998) y los anuncios de "Flash"), su hermana es la también actriz Katy-Jo Howman.